# Shari (vattendrag i Kongo-Kinshasa)
Shari eller Chari Luki är en flod i Kongo-Kinshasa, ett biflöde till Ituri. Den rinner genom provinsen Ituri, i den nordöstra delen av landet, 1 700 km öster om huvudstaden Kinshasa.